# Thomas Heyward Jr.
Thomas Heyward Jr. (28. července 1746, Jižní Karolína – 6. března 1809, Jižní Karolína) byl signatářem Deklarace nezávislosti Spojených států a článků the Articles of Confederation, ústavy USA, jako delegát Jižní Karolíny.

## Životopis
Thomas Heyward Jr. se narodil ve farnosti sv. Lukáše (nyní známá jako Jasper County), v Jižní Karolíně a vzdělával se doma, poté odcestoval do Anglie studovat právo, kde byl členem společnosti The Honourable Society of the Middle Temple, jednoho ze čtyř soudních institucí (další jsou Inner Temple, Gray's Inn a Lincoln's Inn.) Byl zvolen do kontinentálního kongresu v roce 1775 a následující rok podepsal Deklaraci nezávislosti.

Znak Thomase Heywarda, Jr.

Heyward se vrátil do Jižní Karolíny v roce 1778, aby pracoval jako soudce. Jako velitel milicí byl zajat Brity při obléhání Charlestonu v Jižní Karolíně. Po válce nadále sloužil jako soudce a v roce 1798 odešel z veřejného života.
Je pohřben na Old House Plantation poblíž Ridgelandu v Jasper County v Jižní Karolíně. Místo byl zapsáno do národního registru historických míst v roce 1997.

## Rodina

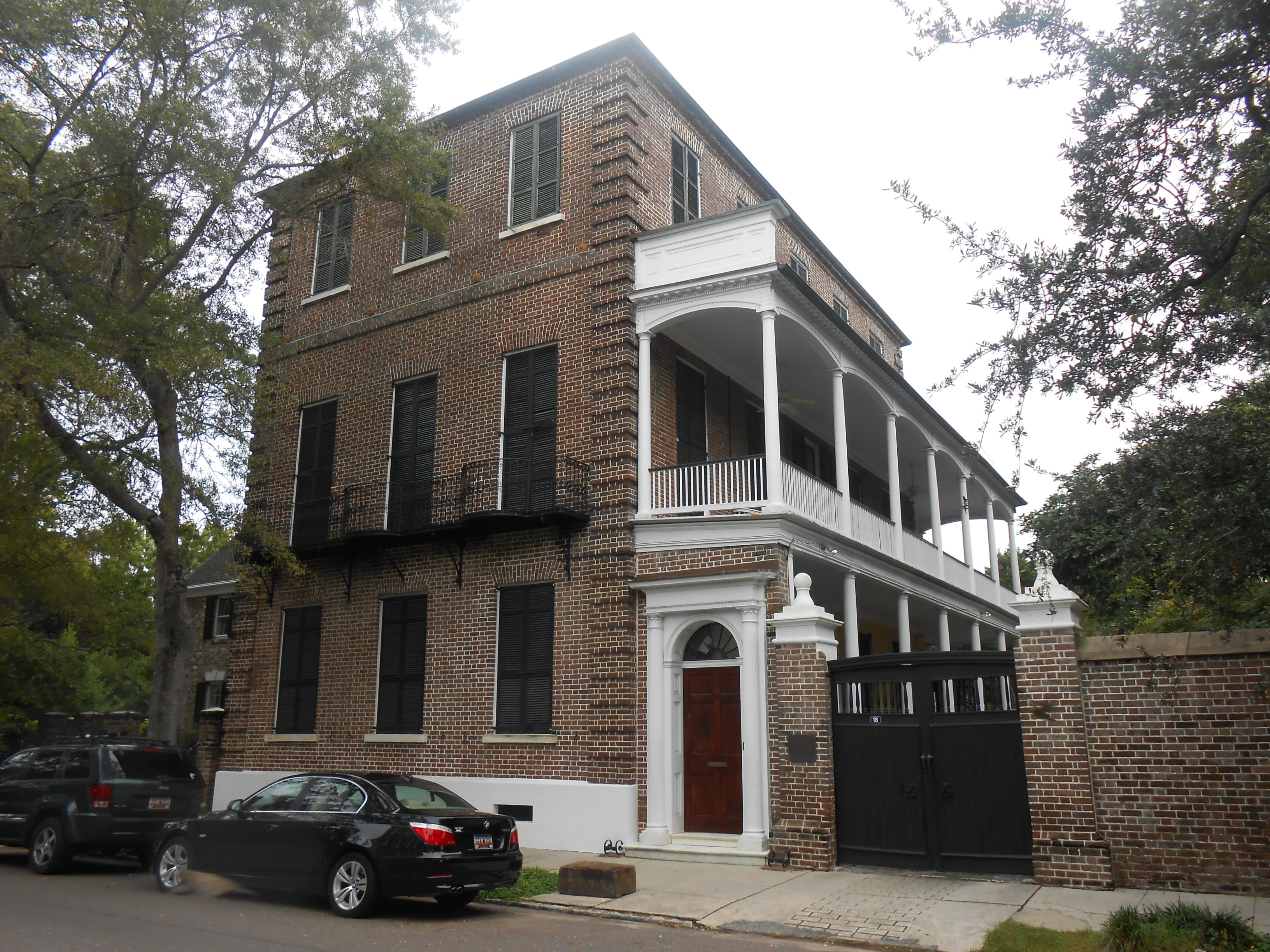
Dům Thomase Heywarda

Heyward byl ženatý dvakrát, ve věku 26 a ve věku 40 let a obě jeho manželky se jmenovaly Elizabeth. První Elizabeth, dcera Col. Johna a Sarah Gibbes Mathews, narozená 1753. Její bratr John byl guvernérem Jižní Karolíny. Zemřela při porodu v roce 1782 ve Filadelfii, kam za ním přicestovala po jeho propuštění jako válečného zajatce. Je tam pohřbena na dvoře biskupského kostela sv. Petra. Měli šest dětí, ale jen jeden syn, Daniel, přežil dětství. Druhá Elizabeth, 1769–1833, dcera plk. Thomase a Mary Elliott Savage of Charleston mu dala tři děti, Thomase, Williama a Elizabet, ty se dožily dospělosti. V 21. století existuje řada potomků jeho dětí. K pozoruhodným potomkům patří DuBose Heyward, jehož román a pozdější divadelní hra Porgy vykresluje černochy bez blahosklonnosti a kterou George Gerswhin proměnil v populární operu Porgy and Bess, americké hudební dílo.

## Britské zajetí
Dne 27. srpna 1780 byl Heyward zajat britskými jednotkami. Jen několik hodin poté, co byl zatčen, byl spolu s dalšími 28 „vůdci povstání“ přemístěni na strážní loď v přístavu. 4. září byli transportováni do St. Augustine na Floridě. V zajetí zůstali asi 11 měsíců, dokud nebyli propuštěni při výměně vězňů.